# Chrysosoma calabyi
Chrysosoma calabyi är en tvåvingeart som beskrevs av Daniel J. Bickel 1994. Chrysosoma calabyi ingår i släktet Chrysosoma och familjen styltflugor.
Artens utbredningsområde är Victoria i Australien. Inga underarter finns listade i Catalogue of Life.